# Brachylomia draesekei
Brachylomia draesekei là một loài bướm đêm trong họ Noctuidae.